# Principio del máximo
En los campos matemáticos de las ecuaciones en derivadas parciales y del análisis geométrico, se conoce como principio del máximo a cualquiera de una colección de resultados y técnicas de importancia fundamental en el estudio de las ecuaciones diferenciales elípticas y parabólicas.
En el caso más simple, considérese una función de dos variables u(x,y) tal que
{\displaystyle {\frac {\partial ^{2}u}{\partial x^{2}}}+{\frac {\partial ^{2}u}{\partial y^{2}}}=0.}
El principio del máximo débil, en este contexto, dice que para cualquier subconjunto precompacto abierto M del dominio de u, el máximo de u en el cierre de M se alcanza en el límite de M. Por su parte, el principio del máximo fuerte dice que, a menos que u sea una función constante, el máximo tampoco puede alcanzarse en ningún lugar del propio M.
Tales afirmaciones dan una imagen cualitativa sorprendente de las soluciones de la ecuación diferencial dada. Esta imagen cualitativa puede extenderse a muchos tipos de ecuaciones diferenciales. En numerosas situaciones, también se pueden utilizar dichos principios máximos para sacar conclusiones cuantitativas precisas sobre soluciones de ecuaciones diferenciales, como el control sobre el tamaño de su gradiente. No existe un principio máximo único o más general que se aplique a todas las situaciones a la vez.
En el campo de la optimización convexa, existe una declaración análoga que afirma que el máximo de una función convexa en un conjunto compacto convexo se alcanza en la frontera.

## Enfoque intuitivo

### Formulación parcial del principio del máximo fuerte
Aquí se considera el caso más simple, aunque el mismo razonamiento puede extenderse a escenarios más generales. Sea M un subconjunto abierto del espacio euclídeo y sea u una función C2 en M tal que
{\displaystyle \sum _{i=1}^{n}\sum _{j=1}^{n}a_{ij}{\frac {\partial ^{2}u}{\partial x^{i}\,\partial x^{j}}}=0}
donde para cada i y j entre 1 y n, aij es una función en M con aij = aji.
Ahora, se fija alguna opción de x en M. Según el teorema de descomposición espectral del álgebra lineal, todos los valores propios de la matriz [aij(x)] son reales y existe una base ortonormal de ℝn que consta de vectores propios. Denótense los valores propios por λi y los vectores propios correspondientes por vi, para i de 1 a n. Entonces, la ecuación diferencial, en el punto x, se puede reformular como
{\displaystyle \sum _{i=1}^{n}\lambda _{i}\left.{\frac {d^{2}}{dt^{2}}}\right|_{t=0}{\big (}u(x+tv_{i}){\big )}=0.}
La esencia del principio del máximo es la simple observación de que si cada valor propio es positivo (lo que equivale a una cierta formulación de elipticidad de la ecuación diferencial), entonces la ecuación anterior impone un cierto equilibrio de las segundas derivadas direccionales de la solución. En particular, si una de las segundas derivadas direccionales es negativa, entonces la otra debe ser positiva. En un punto hipotético donde u se maximiza, todas las segundas derivadas direccionales son automáticamente no positivas, y el equilibrio representado por la ecuación anterior requiere que todas las segundas derivadas direccionales sean idénticamente cero.
Se podría argumentar que este razonamiento elemental representa una formulación infinitesimal del principio del máximo fuerte, que establece que, bajo algunos supuestos adicionales (como la continuidad de a), u debe ser constante si hay un punto de M donde u está maximizado.
Téngase en cuenta que el razonamiento anterior no se ve afectado si se considera la ecuación diferencial parcial más general
{\displaystyle \sum _{i=1}^{n}\sum _{j=1}^{n}a_{ij}{\frac {\partial ^{2}u}{\partial x^{i}\,\partial x^{j}}}+\sum _{i=1}^{n}b_{i}{\frac {\partial u}{\partial x^{i}}}=0,}
ya que el término agregado es automáticamente cero en cualquier punto máximo hipotético. El razonamiento tampoco se ve afectado si se considera la condición más general
{\displaystyle \sum _{i=1}^{n}\sum _{j=1}^{n}a_{ij}{\frac {\partial ^{2}u}{\partial x^{i}\,\partial x^{j}}}+\sum _{i=1}^{n}b_{i}{\frac {\partial u}{\partial x^{i}}}\geq 0,}
en el que incluso se puede notar el fenómeno adicional de tener una contradicción absoluta si hay una desigualdad estricta (> en lugar de ≥) en esta condición en el punto máximo hipotético. Este fenómeno es importante en la prueba formal del principio clásico del máximo débil.

### Inaplicabilidad del principio del máximo fuerte
Sin embargo, el razonamiento anterior ya no se aplica si se considera la condición
{\displaystyle \sum _{i=1}^{n}\sum _{j=1}^{n}a_{ij}{\frac {\partial ^{2}u}{\partial x^{i}\,\partial x^{j}}}+\sum _{i=1}^{n}b_{i}{\frac {\partial u}{\partial x^{i}}}\leq 0,}
ya que ahora la condición de equilibrio, tal como se evalúa en un punto máximo hipotético de u, solo dice que un promedio ponderado de cantidades manifiestamente no positivas no es positivo. Esto es trivialmente cierto, por lo que no se puede sacar de ello ninguna conclusión que no sea trivial, lo que se refleja en numerosos ejemplos concretos, como el hecho de que
Error al representar (SVG (MathML puede ser habilitado mediante un plugin de navegador): respuesta no válida («Math extension cannot connect to Restbase.») del servidor «http://localhost:6011/es.wikipedia.org/v1/»:): {\displaystyle \frac{\partial^2}{\partial x^2}\big({-x}^2-y^2\big)+\frac{\partial^2}{\partial y^2}\big({-x}^2-y^2\big)\leq 0,}

y en cualquier región abierta que contenga el origen, la función (−x2−y2) ciertamente tiene un máximo.

## Principio clásico del máximo débil para la ecuaciones en derivadas parciales lineales elípticas

### Idea esencial
Sea M un subconjunto abierto del espacio euclídeo. Si una función suave {\displaystyle u:M\to \mathbb {R} } se maximiza en un punto p, entonces automáticamente se tiene que:
- {\displaystyle (du)(p)=0}
- {\displaystyle (\nabla ^{2}u)(p)\leq 0,} como desigualdad matricial.

Se puede ver una ecuación diferencial parcial como la imposición de una relación algebraica entre las distintas derivadas de una función. Entonces, si u es la solución de una ecuación diferencial parcial, entonces es posible que las condiciones anteriores sobre la primera y la segunda derivadas de u formen una contradicción con esta relación algebraica. Esta es la esencia del principio del máximo. Claramente, la aplicabilidad de esta idea depende en gran medida de la ecuación diferencial parcial particular en cuestión.
Por ejemplo, si u resuelve la ecuación diferencial
{\displaystyle \Delta u=|du|^{2}+2,}
entonces es claramente imposible tener {\displaystyle \Delta u\leq 0} y {\displaystyle du=0} en cualquier punto entero del dominio. Entonces, siguiendo la observación anterior, es imposible que u tome un valor máximo. Si, en cambio, u resolviera la ecuación diferencial {\displaystyle \Delta u=|du|^{2}} entonces no se tendría tal contradicción, y el análisis dado hasta ahora no implica nada interesante. Si u resolviera la ecuación diferencial {\displaystyle \Delta u=|du|^{2}-2,}, entonces el mismo análisis mostraría que u no puede tomar un valor mínimo.
La posibilidad de tal análisis ni siquiera se limita a ecuaciones diferenciales parciales. Por ejemplo, si {\displaystyle u:M\to \mathbb {R} } es una función tal que
{\displaystyle \Delta u-|du|^{4}=\int _{M}e^{u(x)}\,dx,}
que es una especie de ecuación diferencial no local, entonces, la positividad estricta automática del lado derecho de la ecuación muestra, mediante el mismo análisis anterior, que u no puede alcanzar un valor máximo.
Existen muchos métodos para ampliar la aplicabilidad de este tipo de análisis de diversas maneras. Por ejemplo, si u es una función armónica, entonces el tipo de contradicción anterior no se produce directamente, ya que la existencia de un punto p donde {\displaystyle \Delta u(p)\leq 0} no contradice el requisito {\displaystyle \Delta u=0} en todas partes. Sin embargo, se podría considerar, para un número real arbitrario s, la función us definida por
{\displaystyle u_{s}(x)=u(x)+se^{x_{1}}.}
Es sencillo ver que
{\displaystyle \Delta u_{s}=se^{x_{1}}.}
Según el análisis anterior, si {\displaystyle s>0}, entonces us no puede alcanzar un valor máximo. Se podría considerar el límite a s como 0 para concluir que u tampoco puede alcanzar un valor máximo. Sin embargo, es posible que el límite puntual de una secuencia de funciones sin máximos tenga un máximo. No obstante, si M tiene un límite tal que M junto con su límite es compacto, entonces suponiendo que u se puede extender continuamente hasta el límite, se deduce inmediatamente que tanto u como us alcanzan un valor máximo en {\displaystyle M\cup \partial M.}. Ya que se ha demostrado que us, como función en M, no tiene un máximo, se deduce que el punto máximo de us, para cualquier s, está en {\displaystyle \partial M.}. Por la compacidad secuencial de {\displaystyle \partial M,} se deduce que el máximo de u se alcanza en {\displaystyle \partial M.}. Este es el principio del máximo débil para funciones armónicas. Esto, por sí solo, no descarta la posibilidad de que el máximo de u también se alcance en algún lugar de M. Ese es el contenido del principio del máximo fuerte, que requiere un análisis más profundo.
El uso de la función específica {\displaystyle e^{x_{1}}} anterior no es imprescindible. Lo único que importaba era disponer de una función que se extendiera continuamente hasta el límite y cuyo laplaciano fuera estrictamente positivo. En este sentido, se podría haber usado, por ejemplo,
{\displaystyle u_{s}(x)=u(x)+s|x|^{2}}
con el mismo efecto.

## El principio del máximo fuerte clásico para EDP lineales elípticas

### Resumen de la demostración
Sea M un subconjunto abierto del espacio euclídeo. Sea {\displaystyle u:M\to \mathbb {R} } una función dos veces diferenciable que alcanza su valor máximo C. Supóngase que
Error al representar (SVG (MathML puede ser habilitado mediante un plugin de navegador): respuesta no válida («Math extension cannot connect to Restbase.») del servidor «http://localhost:6011/es.wikipedia.org/v1/»:): {\displaystyle a_{ij}\frac{\partial^2u}{\partial x^i\,\partial x^j}+b_i\frac{\partial u}{\partial x^i}\geq 0.}

Considérese ahora que se puede encontrar (o probar la existencia de):
- Un subconjunto compacto Ω de M, con interior no vacío, tal que u(x) < C para todo x en el interior de Ω, y tal que existe x0 en el límite de Ω con u(x0) = C.
- Una función continua {\displaystyle h:\Omega \to \mathbb {R} } que es dos veces diferenciable en el interior de Ω y con

{\displaystyle a_{ij}{\frac {\partial ^{2}h}{\partial x^{i}\,\partial x^{j}}}+b_{i}{\frac {\partial h}{\partial x^{i}}}\geq 0,}
y tal que u + h ≤ C en el límite de Ω con h(x0) = 0
Entonces, L(u + h − C) ≥ 0 en Ω con u + h − C ≤ 0 en el límite de Ω. Según el principio del máximo débil, se tiene que u + h − C ≤ 0 en Ω. Esto se puede reorganizar, de manera que
{\displaystyle -{\frac {u(x)-u(x_{0})}{|x-x_{0}|}}\geq {\frac {h(x)-h(x_{0})}{|x-x_{0}|}}}
para todos los x en Ω. Si se puede elegir h de modo que el lado derecho tenga una naturaleza manifiestamente positiva, entonces esto proporcionará una contradicción con el hecho de que x0 es un punto máximo de u en M, de modo que su gradiente debe desaparecer.

### Demostración
A continuación se desarrolla el procedimiento resumido en el punto anterior. Elíjase Ω para que sea un anillo esférico; se selecciona su centro xc para que sea un punto más cercano al conjunto cerrado u−1(C) que al conjunto cerrado ∂M, y se selecciona el radio exterior R para que sea la distancia desde este centro a u−1(C). Sea x0 un punto en este último conjunto que cumple la condición de distancia. El radio interior ρ es arbitrario. Ahora, se define
{\displaystyle h(x)=\varepsilon {\Big (}e^{-\alpha |x-x_{\text{c}}|^{2}}-e^{-\alpha R^{2}}{\Big )}.}
Entonces, el límite de Ω consta de dos esferas. En la esfera exterior, se tiene h = 0, y debido a la selección de R, se cumple que u ≤ C está en esta esfera, por lo que u + h − C ≤ 0 se mantiene en esta parte del límite, junto con el requisito de que h(x0) = 0. En la esfera interior, se tiene que u < C. Debido a la continuidad de u y a la compacidad de la esfera interior, se puede seleccionar δ > 0 de manera que u + δ < C. Dado que h es constante en esta esfera interior, se puede seleccionar ε > 0 de manera que u + h ≤ C en la esfera interior y, por lo tanto, en todo el límite de Ω.
El cálculo directo muestra que
{\displaystyle \sum _{i=1}^{n}\sum _{j=1}^{n}a_{ij}{\frac {\partial ^{2}h}{\partial x^{i}\,\partial x^{j}}}+\sum _{i=1}^{n}b_{i}{\frac {\partial h}{\partial x^{i}}}=\varepsilon \alpha e^{-\alpha |x-x_{\text{c}}|^{2}}\left(4\alpha \sum _{i=1}^{n}\sum _{j=1}^{n}a_{ij}(x){\big (}x^{i}-x_{\text{c}}^{i}{\big )}{\big (}x^{j}-x_{\text{c}}^{j}{\big )}-2\sum _{i=1}^{n}a_{ii}-2\sum _{i=1}^{n}b_{i}{\big (}x^{i}-x_{\text{c}}^{i}{\big )}\right).}
Hay varias condiciones bajo las cuales se puede garantizar que el lado derecho de la ecuación no sea negativo (véase el enunciado del teorema a continuación).
Por último, téngase en cuenta que la derivada direccional de h en x0 en la línea radial del anillo que apunta hacia adentro es estrictamente positiva. Como se describe en el resumen anterior, esto asegurará que una derivada direccional de u en x0 sea distinta de cero, en contradicción con el hecho de que x0 sea un punto máximo de u en el conjunto abierto M.

### Enunciado del teorema
El siguiente es el enunciado del teorema en los libros de Morrey y Smoller, siguiendo el enunciado original de Hopf (1927):

Sea M un subconjunto abierto del espacio euclídeo ℝn. Para cada i y j entre 1 y n, sean aij y bi funciones continuas en M con aij = aji. Supóngase que para todo x en M, la matriz simétrica [aij] es definida positiva. Si u es una función C2 no constante en M tal que
{\displaystyle \sum _{i=1}^{n}\sum _{j=1}^{n}a_{ij}{\frac {\partial ^{2}u}{\partial x^{i}\,\partial x^{j}}}+\sum _{i=1}^{n}b_{i}{\frac {\partial u}{\partial x^{i}}}\geq 0}
en M, entonces u no alcanza un valor máximo en M.

El objetivo del supuesto de continuidad es que las funciones continuas están acotadas en conjuntos compactos, siendo el conjunto compacto relevante aquí el anillo esférico que aparece en la prueba. Además, por el mismo principio, existe un número λ tal que para todos los x en el anillo, la matriz [aij(x)] tiene todos los valores propios mayores o iguales a λ. Entonces, se considera que α, tal como aparece en la demostración, es grande en relación con estos límites. El libro de Evans tiene una formulación ligeramente más débil, en la que se supone que hay un número positivo λ que es un límite inferior de los valores propios de [aij] para todos los x en M.
Estos supuestos de continuidad claramente no son los más generales posibles para que la prueba funcione. Por ejemplo, lo siguiente es el enunciado del teorema de Gilbarg y Trudinger, siguiendo la misma demostración:

Sea M un subconjunto abierto del espacio euclídeo ℝn. Para cada i y j entre 1 y n, sean aij y bi funciones en M con aij = aji. Supóngase que para todo x en M, la matriz simétrica [aij] es definida positiva y que λ(x) denota su valor propio más pequeño. Supóngase también que {\displaystyle \textstyle {\frac {a_{ii}}{\lambda }}} y {\displaystyle \textstyle {\frac {|b_{i}|}{\lambda }}} son funciones acotadas en M para cada i entre 1 y n. Si u es una función C2 no constante en M tal que
{\displaystyle \sum _{i=1}^{n}\sum _{j=1}^{n}a_{ij}{\frac {\partial ^{2}u}{\partial x^{i}\,\partial x^{j}}}+\sum _{i=1}^{n}b_{i}{\frac {\partial u}{\partial x^{i}}}\geq 0}
en M, entonces u no alcanza un valor máximo en M.

No se pueden extender ingenuamente estas afirmaciones a la ecuación elíptica lineal general de segundo orden, como ya se vio en el caso unidimensional. Por ejemplo, la ecuación diferencial ordinaria y'' + 2y = 0}} tiene soluciones sinusoidales, que ciertamente tienen máximos interiores. Esto se extiende al caso de dimensiones superiores, donde a menudo se tienen soluciones a las ecuaciones de función propia Δu + cu = 0 que tienen máximos interiores. El signo de c es relevante, como también se ve en el caso unidimensional. Así, por ejemplo, las soluciones de y'' - 2y = 0 son exponenciales y el carácter de los máximos de tales funciones es bastante diferente del de las funciones sinusoidales.

### Artículos de investigación
- Calabi, E. An extension of E. Hopf's maximum principle with an application to Riemannian geometry. Duke Math. J. 25 (1958), 45–56.
- Cheng, S.Y.; Yau, S.T. Differential equations on Riemannian manifolds and their geometric applications. Comm. Pure Appl. Math. 28 (1975), no. 3, 333–354.
- Gidas, B.; Ni, Wei Ming; Nirenberg, L. Symmetry and related properties via the maximum principle. Comm. Math. Phys. 68 (1979), no. 3, 209–243.
- Gidas, B.; Ni, Wei Ming; Nirenberg, L. Symmetry of positive solutions of nonlinear elliptic equations in Rn. Mathematical analysis and applications, Part A, pp. 369–402, Adv. in Math. Suppl. Stud., 7a, Academic Press, New York-London, 1981.
- Hamilton, Richard S. Four-manifolds with positive curvature operator. J. Differential Geom. 24 (1986), no. 2, 153–179.
- E. Hopf. Elementare Bemerkungen Über die Lösungen partieller Differentialgleichungen zweiter Ordnung vom elliptischen Typus. Sitber. Preuss. Akad. Wiss. Berlin 19 (1927), 147-152.
- Hopf, Eberhard. A remark on linear elliptic differential equations of second order. Proc. Amer. Math. Soc. 3 (1952), 791–793.
- Nirenberg, Louis. A strong maximum principle for parabolic equations. Comm. Pure Appl. Math. 6 (1953), 167–177.
- Omori, Hideki. Isometric immersions of Riemannian manifolds. J. Math. Soc. Jpn. 19 (1967), 205–214.
- Yau, Shing Tung. Harmonic functions on complete Riemannian manifolds. Comm. Pure Appl. Math. 28 (1975), 201–228.
- Kreyberg, H. J. A. On the maximum principle of optimal control in economic processes, 1969 (Trondheim, NTH, Sosialøkonomisk institutt https://www.worldcat.org/title/on-the-maximum-principle-of-optimal-control-in-economic-processes/oclc/23714026)

### Libros de texto
- Caffarelli, Luis A.; Xavier Cabre (1995). Fully Nonlinear Elliptic Equations. Providence, Rhode Island: American Mathematical Society. pp. 31-41. ISBN 0-8218-0437-5.
- Evans, Lawrence C. Partial differential equations. Second edition. Graduate Studies in Mathematics, 19. American Mathematical Society, Providence, RI, 2010. xxii+749 pp. ISBN 978-0-8218-4974-3
- Friedman, Avner. Partial differential equations of parabolic type. Prentice-Hall, Inc., Englewood Cliffs, N.J. 1964 xiv+347 pp.
- Gilbarg, David; Trudinger, Neil S. Elliptic partial differential equations of second order. Reprint of the 1998 edition. Classics in Mathematics. Springer-Verlag, Berlin, 2001. xiv+517 pp. ISBN 3-540-41160-7
- Ladyženskaja, O. A.; Solonnikov, V. A.; Uralʹceva, N. N. Linear and quasilinear equations of parabolic type. Translated from the Russian by S. Smith. Translations of Mathematical Monographs, Vol. 23 American Mathematical Society, Providence, R.I. 1968 xi+648 pp.
- Ladyzhenskaya, Olga A.; Ural'tseva, Nina N. Linear and quasilinear elliptic equations. Translated from the Russian by Scripta Technica, Inc. Translation editor: Leon Ehrenpreis. Academic Press, New York-London 1968 xviii+495 pp.
- Lieberman, Gary M. Second order parabolic differential equations. World Scientific Publishing Co., Inc., River Edge, NJ, 1996. xii+439 pp. ISBN 981-02-2883-X
- Morrey, Charles B., Jr. Multiple integrals in the calculus of variations. Reprint of the 1966 edition. Classics in Mathematics. Springer-Verlag, Berlin, 2008. x+506 pp. ISBN 978-3-540-69915-6
- Protter, Murray H.; Weinberger, Hans F. Maximum principles in differential equations. Corrected reprint of the 1967 original. Springer-Verlag, New York, 1984. x+261 pp. ISBN 0-387-96068-6
- Rockafellar, R. T. (1970). Convex analysis. Princeton: Princeton University Press.
- Smoller, Joel. Shock waves and reaction-diffusion equations. Second edition. Grundlehren der Mathematischen Wissenschaften [Fundamental Principles of Mathematical Sciences], 258. Springer-Verlag, New York, 1994. xxiv+632 pp. ISBN 0-387-94259-9

- Datos: Q1914255